# Orta di Atella
Orta di Atella (Orta in dialetto) è un comune italiano di 27 459 abitanti della provincia di Caserta in Campania. Dal 2023 è il comune più "giovane" d'Italia con un'età media di 36.9 anni.
Situato nella Pianura Campana (l'antico Ager Campanus), storicamente appartenente alla provincia di Terra di Lavoro, fa parte del comprensorio Agro aversano.
Durante il ventennio fascista, nel 1928, insieme ai comuni di Sant'Arpino e Succivo venne fuso nel comune di Atella di Napoli, per poi ritornare comune autonomo nel 1946, della Provincia di Caserta.

## Geografia fisica

### Territorio
Il comune, privo di rilievi montuosi e caratterizzato da un paesaggio agricolo, è posto sul percorso dei Regi Lagni.
Nel circondario della campagna atellana non mancano inoltre molti casali tipici della Pianura Campana.

### Clima
Il clima, tipicamente umido, è caratterizzato da inverni miti e piovosi ed estati calde ed afose.
| ORTA DI ATELLA      | Mesi | Mesi | Mesi | Mesi | Mesi | Mesi | Mesi | Mesi | Mesi | Mesi  | Mesi  | Mesi  | Stagioni | Stagioni | Stagioni | Stagioni | Anno  |
| ORTA DI ATELLA      | Gen  | Feb  | Mar  | Apr  | Mag  | Giu  | Lug  | Ago  | Set  | Ott   | Nov   | Dic   | Inv      | Pri      | Est      | Aut      | Anno  |
| ------------------- | ---- | ---- | ---- | ---- | ---- | ---- | ---- | ---- | ---- | ----- | ----- | ----- | -------- | -------- | -------- | -------- | ----- |
| T. max. media (°C)  | 12,3 | 13,3 | 15,2 | 17,9 | 22,1 | 26,2 | 28,9 | 29,1 | 25,9 | 21,6  | 16,9  | 13,4  | 13,0     | 18,4     | 28,1     | 21,5     | 20,2  |
| T. min. media (°C)  | 4,2  | 4,7  | 6,3  | 8,6  | 12,2 | 15,8 | 17,9 | 18,0 | 15,8 | 12,3  | 8,7   | 5,7   | 4,9      | 9,0      | 17,2     | 12,3     | 10,9  |
| Precipitazioni (mm) | 103  | 87,0 | 77,0 | 72,0 | 45,0 | 32,0 | 22,0 | 39,0 | 72,0 | 114,0 | 142,0 | 113,0 | 303,0    | 194,0    | 93,0     | 328,0    | 918,0 |

## Storia
Il toponimo Orta deriva dal termine latino hortua (col diminutivo Hortula) plurale di Hortus = "orto", "giardino", "terreno coltivato". Quindi,  Orto (di Atella) e,  dunque,  Orta, risulta essere da sempre il vero nome dell'abitato. Il villaggio, infatti, nacque nel territorio di Atella, posto a nord ovest dell'antica città e i suoi campi furono, sin dalla più remota antichità, sfruttati per la coltivazione di prodotti agricoli. Dopo l'occupazione di Atella da parte dei Romani 210 a.C., infatti, il suo territorio (già ager di Atella) venne confiscato e destinato ad un intensivo e più razionale uso agricolo. Più tardi, con la Pax Augustea, tale occupazione – operata da parte dei contadini fattivi venire e/o impostivi dai vari domini (padroni) – divenne stanziale. Ebbero così origine le numerose villae rusticae (masserie) sparse per la campagna atellana, con aumento ed organizzazione migliore dell'agricoltura allo scopo di uno sfruttamento sempre maggiore dei campi da coltivare. Dalle masserie,  poi, nella vasta piana di pertinenza atellana (come in tutta la pianura campana) nasceranno, più tardi, tanti piccoli villaggi che, a loro volta, saranno gli antesignani dei futuri casali e paesi medioevali (parecchi tuttora esistenti). Delle popolazioni barbariche sopraggiunte nel sud e nell'area atellana,  lasciarono segni ed ebbero influenza, ancora visibile anche nelle terre e abitudini di Orta, i Longobardi e i Normanni. Con i primi, la Diocesi di Atella continuò ad esistere nell'antica città, pur rovinata e semi-abbandonata; sotto i Normanni, invece, la sede vescovile atellana dovette passare nel 1050 ad Aversa, città-contea da loro fondata nel 1030.

### Simboli
Lo stemma del comune risulta composto da tre elementi: una torre merlata color oro in campo (uno scudo) color blu ed una fascia svolazzante sottoposta, color celeste,  recante la scritta "Università di Orta". Il gonfalone, poi, oltre allo stemma, con torre e scudo, simboli dell'antico potere feudale, ed alla fascia "celeste",  sottostante  "a semicerchio" allo stesso scudo e recante la citata scritta, che sta per "insieme o totalità degli abitanti", si compone di una bandiera verticale consistente nei tre colori (bianco, rosso e verde) propri della bandiera nazionale d'Italia.
Lo stemma è riportato nella sua interezza, come descritta, nella parte mediana del gonfalone tricolore. Il gonfalone, simbolo e segno civico, reca pure appuntata la Medaglia d'Argento al Merito Civile, con cui venne insignito il Comune nel 2005 dal Presidente Ciampi.

## Monumenti e luoghi d'interesse

### La torre aragonese
Sebbene ad Orta non ci sia mai stato un castello, tale termine figurava, sino al 1862, nel nome del paese (Castello di Orta), poi cambiato, a seguito dell'Unità d'Italia, in Orta di Atella.
Il termine in realtà ricordava la presenza a metà XV secolo di una torre aragonese, ancora presente nello stemma del comune.

### Altri monumenti e luoghi di interesse
- Palazzo San Massimo (già Palazzo Migliaccio), dimora gentilizia del sec. XVII, restaurata nel 2020.
- Pala della Madonna del Rosario, opera di Francesco Curia del 1603.
- Chiesa di San Massimo vescovo e confessore (presule a Nola nel sec. III d.C.), con opere d'arte e pitture del Novecento.
- Santuario di San Salvatore, istituito nel 2000, ubicato nell'antica chiesa di san Donato vescovo e martire.
- Chiesa di Casapuzzano, intitolata a S.Michele Arcangelo, protettore dell'abitato, edificata all'inizio del sec. XVIII.
- Convento francescano di San Donato, attiguo all'odierno Santuario di San Salvatore, con chiostro del sec. XVII affrescato con grottesche tardo-rinascimentali e lunette istoriate con episodi della vita del Santo ed alcuni suoi miracoli.
- Borgo di Casapuzzano, con un tessuto urbano di antica fondazione, avvenuta nei secoli, a partire dalle evidenze del famoso castello o palazzo già dei nobili Capece-Minutolo dei secc. XI/XVIII, dalla evidenza dell'ex Osteria (poi palazzo) del marchese Capece-Minutolo (secc.XVI-XVIII), fino alla villa Alicia Higgins, edificata dal marchese per la moglie di origini irlandesi, secondo lo stile architettonico in uso per le case dei nobili di campagna in Irlanda nel settecento e quella ottocentesca di palazzo Lamberti.
- La Piazza principale  -  divenuta piazza Pertini per un breve periodo - ha riacquistato nel 2018 il vecchio nome di Principessa di Belmonte,  organizzata già come spazio pubblico a fine sec. XIX e disegnata quale Villa Comunale, come si vede,  nel l'anno 1948. L'operazione di piantumazione delle querce e ghiande avvenne in quell'anno, con eliminazione dei vecchi platani posti a corona sui due lati esterni dell'intera piazza.

## Società

### Evoluzione demografica
Abitanti censiti

Negli ultimi dieci anni la popolazione di Orta di Atella è raddoppiata passando dai 13 070 abitanti del 2001 (censimento Istat) ai 27 548 attuali.
È il comune con la popolazione più giovane in assoluto in Italia, con una media di 33,6 anni contro la media nazionale di 46,2

## Cultura

### Istruzione
La biblioteca comunale era situata presso via Petrarca.

## Geografia antropica

### Frazioni
Casapozzano detta anche Casapuzzano è l'unica frazione presente nel comune. Possiede un territorio prevalentemente pianeggiante, sfruttato per l'agricoltura.

## Economia
L'economia è incentrata prevalentemente sull'agricoltura, in particolare sulla produzione di cereali, tabacco e aglio, e sulla presenza di piccole industrie alimentari, cartarie e calzaturiere.

## Amministrazione
Il comune di Orta di Atella è stato sciolto due volte per infiltrazioni mafiose, nel 2008 (Amministrazione Del Prete) e nel 2019 (Amministrazione Villano).
| Periodo | Periodo   | Primo cittadino                                        | Partito                               | Carica                    | Note   |
| ------- | --------- | ------------------------------------------------------ | ------------------------------------- | ------------------------- | ------ |
|         | 1991      | Luigi Ziello                                           | PSDI                                  | Sindaco                   |        |
| 1991    | 1992      | Giuseppe La Notta                                      |                                       | Commissario prefettizio   |        |
| 1992    | 1996      | Antonio D'Errico                                       | Partito Socialista Italiano           | Sindaco                   | [ 8 ]  |
| 1996    | 2001      | Angelo Brancaccio                                      | Partito Democratico della Sinistra    | Sindaco                   | [ 9 ]  |
| 2001    | 2006      | Angelo Brancaccio                                      | Democratici di Sinistra               | Sindaco                   | [ 10 ] |
| 2006    | 2008      | Salvatore Del Prete                                    | Forza Italia                          | Sindaco                   | [ 11 ] |
| 2009    | 2010      | Fulvio Rocco                                           |                                       | Commissario prefettizio   |        |
| 2010    | 2015      | Angelo Brancaccio                                      | Lista civica di centro-sinistra       | Sindaco                   | [ 12 ] |
| 2015    | 2017      | Giuseppe Mozzillo                                      | Partito Socialista Italiano           | Sindaco                   | [ 13 ] |
| 2017    | 2018      | Vincenzo Lubraro                                       |                                       | Commissario prefettizio   |        |
| 2018    | 2019      | Andrea Villano                                         | Lista civica Campania libera          | Sindaco                   | [ 14 ] |
| 2019    | 2021      | Francesca Buccino, Rosa Maria Falasca, Lucia Guerriero |                                       | Commissione straordinaria | [ 15 ] |
| 2021    | 2022      | Vincenzo Gaudino                                       | Liste civiche di centro-sinistra      | Sindaco                   |        |
| 2022    | 2023      | Giuseppe Guetta                                        |                                       | Commissario straordinario |        |
| 2023    | in carica | Antonio Santillo                                       | Liste civiche di centro - Italia Viva | Sindaco                   |        |

### Gemellaggi
- Horta de Sant Joan, in provincia di Tarragona (Catalogna). Nel convento francescano di questa località, San Salvatore da Horta (in catalano Salvador d'Horta), nativo di Santa Coloma de Farners e venerato ad Orta di Atella, visse per dodici anni.

## Sport
L'ASD Ortese Calcio 1998 ha militato nel massimo campionato dilettantistico regionale (Eccellenza). Orta di Atella vanta anche una importante tradizione nella pallavolo con il Centro Volley Orta che ha partecipato al campionato di serie D e ha conquistato titoli provinciali e regionali. Altri sport praticati a Orta di Atella sono la pallamano, con la U.S.C. Atellana Handball che ha militato nel campionato nazionale di serie A2, e il ciclismo, con la società Ciclismo Orta che ha ottenuto successi sia in campo regionale che nazionale.